# 등엔탈피 과정
등엔탈피 과정(Isenthalpic process)은 엔탈피 H 또는 비엔탈피 h의 변화가 없이 진행되는 열역학 과정이다.

## 개요
정상상태, 정상유동 과정을 검사 체적을 사용하여 해석하면 검사 체적 외부의 모든 것은 주변 으로 간주된다. 이러한 과정은 주변으로 열이 전달되지 않고, 주변에서 더해지는 일이 없고, 유체의 운동 에너지에 변화가 없다면 등엔탈피 과정이 된다. 이는 등엔탈피의 충분조건이지만 필요조건은 아니다. 등엔탈피 과정이 되기 위한 필요 조건은 엔탈피 이외의 에너지 균형의 각 항(일, 열, 운동에너지 변화 등)의 합이 서로 상쇄되어 엔탈피가 변하지 않는 것이다.
교축팽창은 압력과 온도의 상당한 변화가 유체에 발생할 수 있지만 에너지 균형의 관련 항의 순합이 0이 되는 등엔탈피 과정의 좋은 예다. 압력 용기의 릴리프 밸브를 들어올리는 것은 교축 과정의 예다. 압력 용기 내부의 유체의 비엔탈피는 유체가 밸브를 통해 빠져나갈 때의 유체의 비엔탈피와 동일하다. 유체의 비엔탈피와 압력 용기 외부의 압력에 대한 지식을 통해 빠져나가는 유체의 온도와 속도를 결정할 수 있다.
이상기체의 등엔탈피 과정은 등온선을 따른다.

## 같이 보기
- 단열과정
- 이상기체 법칙
- 등엔트로피 과정